# 黃帶擬毛背魚
黃帶擬毛背魚，為輻鰭魚綱仙女鱼目合齒魚亞目擬毛背魚科的其中一種，印度洋Saya de Malha海域，棲息深度87-110公尺，體長可達6公分，為底棲性魚類，生活習性不明。